# Monika Knill
Pour les articles homonymes, voir Knill.
Monika Knill, également connue sous son nom d'alliance Monika Knill-Kradolfer, née le 12 mars 1972 à Kemmental (originaire d'Appenzell et d'Erlen), est une personnalité politique thurgovienne, membre de l'Union démocratique du centre (UDC).  
Elle est conseillère d'État du canton de Thurgovie depuis 2008. En 2012, elle devient la première femme à présider le gouvernement du canton de Thurgovie. 

## Biographie
Monika Knill naît Monika Kradolfer le 12 mars 1972 à Alterswilen, dans la commune de Kemmental. Elle est originaire d'Appenzell et d'Erlen, dans le canton de Thurgovie. Son père est juge de paix, officier d'état civil et préposé aux poursuites, sa mère s'occupe du foyer. Elle grandit à Alterswilen. 
Elle a une formation d'assistante médicale et travaille pendant sept ans dans un cabinet. Elle suit plus tard une formation d'économiste d'entreprise,. De 2003 à 2005, après la mort de son père, elle est officier d'état civil,. 
En 2004, elle crée avec son mari une entreprise dans le domaine des techniques de fenêtres et façades,. 
Elle est mariée à Josef Knill depuis 1972. Ils ont deux enfants, nés en 1996 et 1998,. Elle habite à Alterswilen. 

## Parcours politique
Elle déclare que son choix d'adhérer à l'UDC est influencé par les personnes qu'elle a rencontrées, même si ses convictions politiques étaient clairement de droite.
Elle est membre du Conseil communal (exécutif) de Kemmental de 1996 à 2008. Elle y est responsable des affaires sociales.
Elle siège au Grand Conseil du canton de Thurgovie de 2003, grâce à une démission, à 2008. Elle y préside le groupe UDC à partir de 2006.
Elle est élue au Conseil d'État du canton de Thurgovie le 24 février 2008, à l'âge de 36 ans, devenant le plus jeune membre du gouvernement thurgovien de l'histoire. Réélue en 2012, 2016 et 2020, elle le préside de juin 2012 à mai 2013 (première femme de l'histoire présidente du gouvernement thurgovien), de juin 2016 à mai 2017 et de juin 2021 à mai 2022.
À la tête du Département de l'éducation et de la culture, qu'elle reprend de Jakob Stark, elle se fait connaître dans toute la Suisse à cause du débat national que déclenche la décision du Grand Conseil du canton de Thurgovie en 2014 de ne plus enseigner le français à l'école primaire,,. Même si elle s'y oppose initialement au nom du gouvernement, elle défend ensuite la décision et élabore le projet de modification du plan d'études,,. Après des rebondissements,, et la possibilité que la Confédération légifère à l'échelon fédéral,, le parlement cantonal revient finalement sur sa décision en juin 2017,.
Elle a intégré le conseil d'administration du prix du Concile de Constance, pour récompenser les personnalités qui contribuent au dialogue sur l'avenir de l'Europe.